# Шоффнер, Джон
Джон Шоффнер (англ. John Shoffner; род. 25 июля 1955, Фэрбанкс, Аляска) — американский бизнесмен, инвестор, автогонщик, пилот и космический турист.

## Биография
До создания собственной автоспортивной команды в 2012 году Шоффнер был бизнесменом. У него была 21-летняя карьера в области телекоммуникации. Он ушел в отставку с поста президента компании в 1997 году. Шоффнер — пилот авиашоу, имеет более 8 500 летных часов на самолётах. Как автогонщик он добивался высоких результатов на соревнованиях машин разных классов. Также Шоффнер соревновался в нескольких видах спорта, включая водные лыжи, езду на велосипеде (пересечение США за 18 дней без поддержки), каякинг на белой воде, дельтапланеризм и совершение более 3 прыжков с парашютом и бейсджампов.

## Космический полёт
21 мая 2023 года Шоффнер в качестве космического туриста в статусе пилота корабля Crew Dragon (Freedom) стал участником миссии SpaceX AX-2 к Международной космической станции. Во время недельного полета Шоффнер был участником научных экспериментов по демонстрации секвенирования одноклеточного генома по заказу американской биотехнологической компании 10x Genomics, Inc..
Статистика полётов
| #               | Стартовый корабль | Старт                 | Корабль посадки | Посадка               | Налёт                    |
| --------------- | ----------------- | --------------------- | --------------- | --------------------- | ------------------------ |
| 1               | SpaceX AX-2       | 21.05.2023, 21:37 UTC | SpaceX AX-2     | 31.05.2023, 03:04 UTC | 9 суток 5 часов 26 минут |
| Суммарный налёт | Суммарный налёт   | Суммарный налёт       | Суммарный налёт | Суммарный налёт       | 9 суток 5 часов 26 минут |